# MediBang Paint
MediBang Paint è un programma multipiattaforma per la realizzazione di fumetti, manga e illustrazioni a livello professionale sviluppato dalla società giapponese MediBang Inc.
disponibile per Windows, Mac OS X, Android e iOS.
Data la sua interfaccia paragonabile a molti programmi di disegno e fotoritocco,
il software rientra liberamente nella categoria dei programmi alternativi ad Adobe Photoshop come Paint, GIMP, Krita, Inkscape e MyPaint che tuttavia, pur essendo gratuiti, non sono compatibili col sistema Android.